# Ariana Television Network
Ariana Television Network (ATN) auch Ariana TV genannt, ist eine private Fernsehstation in der afghanischen Hauptstadt Kabul, die zusammen mit der Ariana Radiostation das Ariana Television Network bildet. Das Programm von ATN umfasst die Bereiche Ausbildung, Gesundheit, Kinder, Frauen sowie weltweite Themen. 
Ariana TV gehört dem aus Afghanistan stammenden amerikanischen Unternehmer Ehsan Bayat, der auch Besitzer der AWCC (Afghan Wireless Communication Company) ist.
Mit Machtübernahme der Taliban im August 2021 mussten viele Mitarbeitende ATN verlassen. Weil Medienschaffende um ihr Leben fürchten mussten, verließen viele von ihnen im Zuge dessen auch Afghanistan. Einer der prominentesten Moderatoren von ATN war bis zur Machtergreifung durch die Taliban Khushal Asefi, der sich im Herbst 2021 als Ortskraft  nach Deutschland retten und dort einreisen konnte.